# Allium fibrillum
Allium fibrillum là một loài thực vật có hoa trong họ Amaryllidaceae. Loài này được M.E.Jones ex Abrams mô tả khoa học đầu tiên năm 1922.

## Hình ảnh

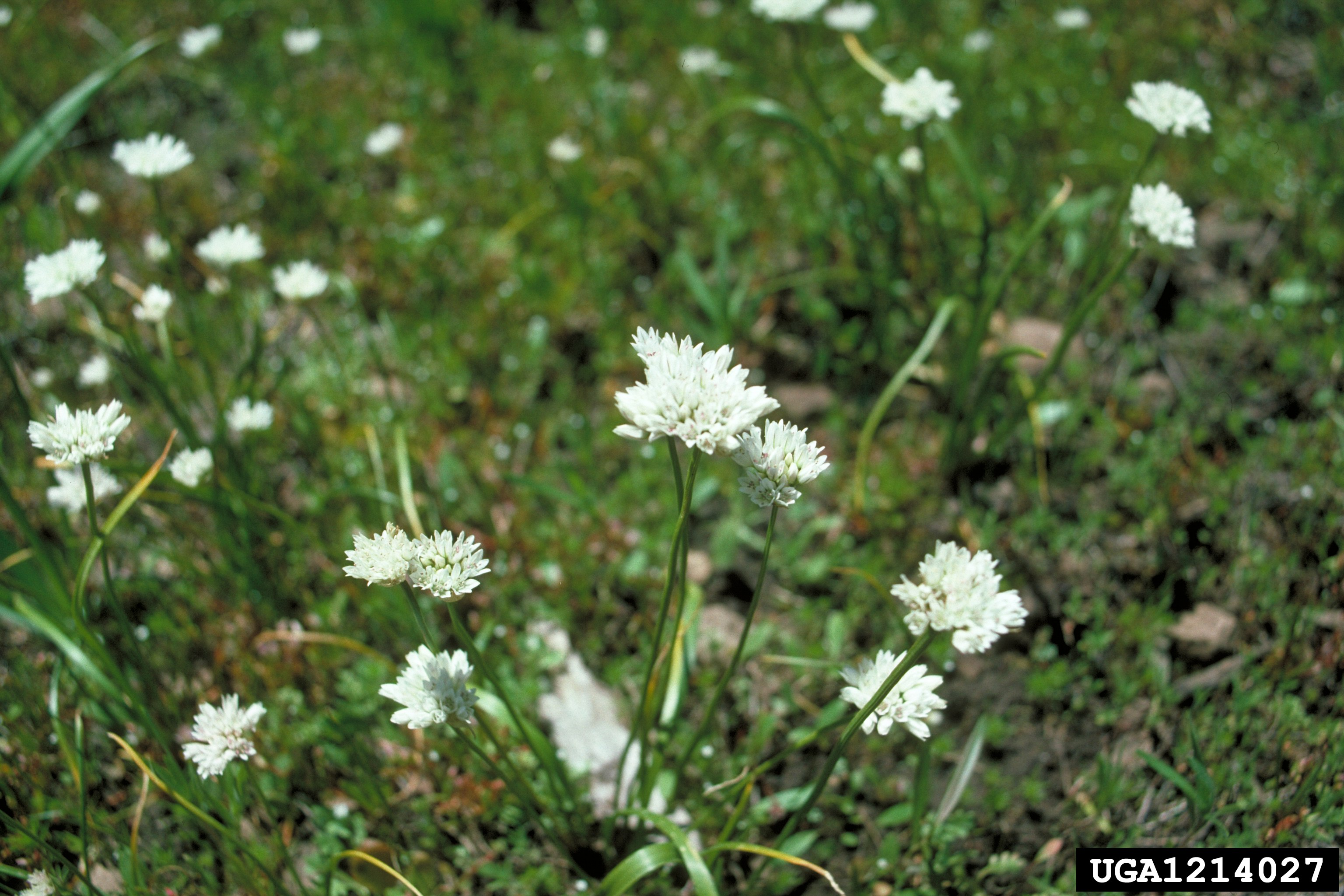